# István Szepesi
István Szepesi (ur. 25 czerwca 1959 w Budapeszcie) – węgierski judoka. Olimpijczyk z Moskwy 1980, gdzie zajął piąte miejsce w wadze półciężkiej.
Siódmy na mistrzostwach świata w 1979. Uczestnik mistrzostw Europy w 1984 roku.

## Letnie Igrzyska Olimpijskie 1980
| Konkurencja | Eliminacje                  | Repasaże             | Repasaże               | Finały             | Klas. końcowa |
| Konkurencja | Przeciwnik I                | Przeciwnik I         | Przeciwnik II          | o 3 miejsce        | Miejsce       |
| ----------- | --------------------------- | -------------------- | ---------------------- | ------------------ | ------------- |
| 95 kg       | Robert Van de Walle (BEL) P | Rex Chizooma (ZAM) Z | Jean-Luc Rougé (FRA) Z | Henk Numan (NED) P | 5.            |